# Kozłowe Skały

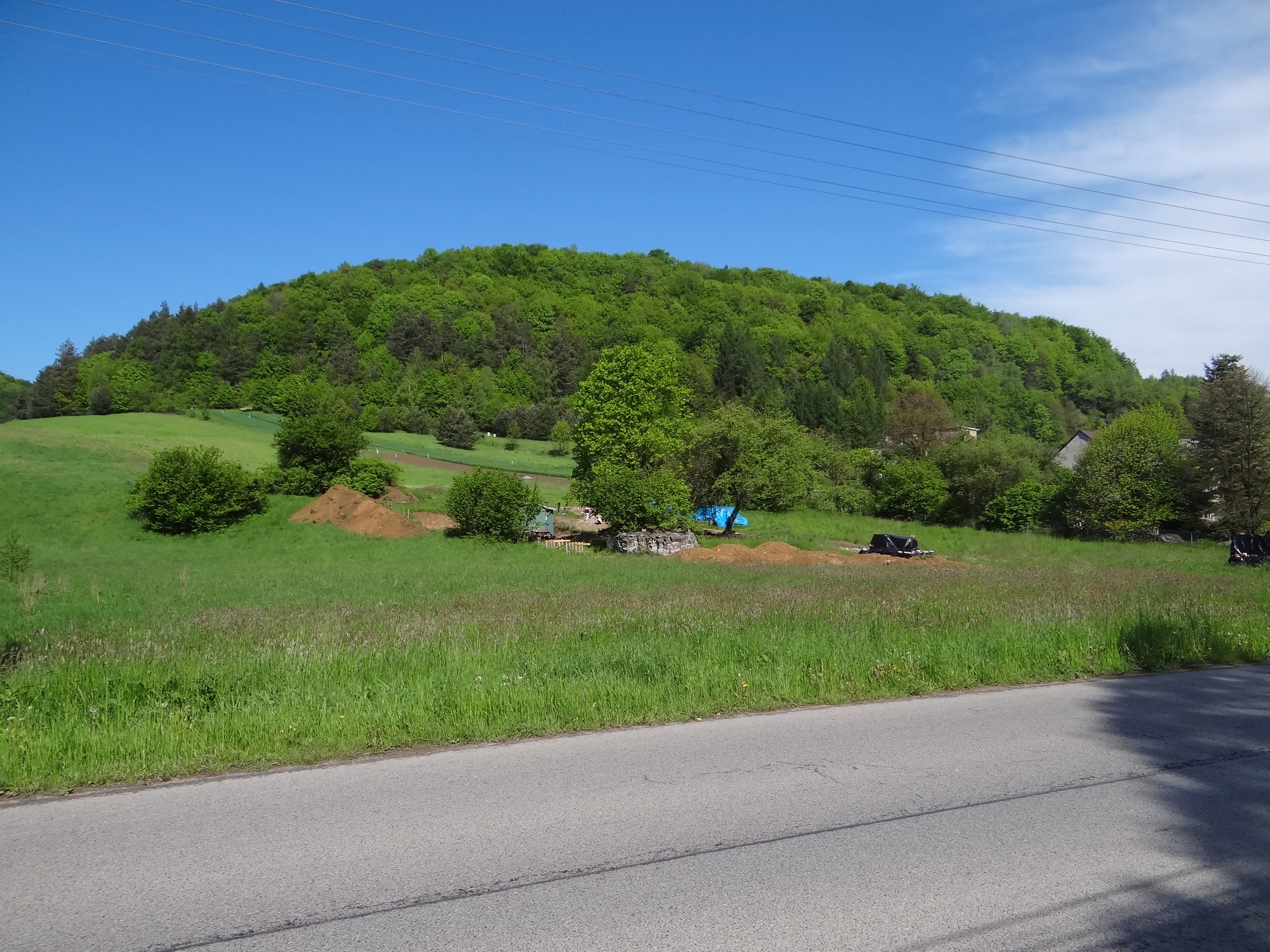

Kozłowe Skały (453 m) – skaliste wzniesienie na Wyżynie Olkuskiej, w miejscowości Szklary w województwie małopolskim, w powiecie krakowskim, w gminie Jerzmanowice-Przeginia.
Znajduje się w prawych zboczach Doliny Szklarki. We wschodnim kierunku do jej dna opada stromym stokiem. Stoki południowo-zachodnie opadają do wąwozu oddzielającego Kozłowe Skały od Babiej Góry. Wzniesienie porasta las.
Na wzniesieniu jest kilka grup skalnych. Niektóre z nich są obiektem wspinaczki skalnej: Kręta, Kręta Baszta, Pręgierz i Torba (Torba Polska). W niektórych opracowaniach opisywane są jako Kręte Skały. Jest w nich kilka jaskiń i schronisk: Jaskinia Kręta, Korytarz w Krętych Skałach, Okap w Krętych Skałach, Nyża przy Krętych Skałach, Schron pod Jaskinią Krętą, Szczelina przy Jaskini Krętej, Szczelina w Krętych Skałach Pierwsza, Szczelina w Krętych Skałach Druga.